# Carolina Garcia
Carolina Garcia (San Miguel de Tucumán, 1985) é a diretora das séries originais da Netflix. Trouxe, para a programação do streaming, séries como Stranger Things, Fuller House, Criando Dion, O Mundo Sombrio de Sabrina, Atypical, entre outras. Foi classificada como uma das 100 mulheres mais inspiradoras do mundo, pela BBC 100 Women, no ano de 2021.

## Biografia
Garcia nasceu na cidade de San Miguel de Tucumán, na Argentina. Com 4 anos de idade, mudou-se com seus pais e dois irmãos para Claremont, nos Estados Unidos. No ensino médio, estudou teatro musical e dança na Claremont High School, sendo parte da Troupe 2129. No ano de 2003, entrou para a Universidade de San Diego no curso de Administração e Gestão de Empresas, se formando em 2007.
Fez estágio na 20th Century Fox Television. Foi efetivada na empresa em 2009, passando a trabalhar como assistente executiva da CEO Dana Walden até o ano de 2011. Subiu de cargo em 2011, passando a trabalhar como Coordenadora de Programação Atual até o ano de 2013. E trabalhou como Gerente de Programação Atual até 2016. Foi neste ano que Garcia, interessada na grade cultural com que a Netflix trabalhava, marcou uma reunião com Brian Wright; e foi contratada para integrar a nova equipe de programação para jovens adultos e familiares da Netflix.
Em 2019, foi nomeada Top 35 Executives Under 35 (35 melhores executivos com menos de 35 anos), pela Hollywood Reporter. Em 2020, entrou para a lista Fortune's 40 under 40, e foi nomeada para um mandato de 4 anos no conselho de administração da Associação de Teatro Educativo.
Garcia ainda tem como hobbie a dança e o teatro musical. Se apresentou mensalmente por alguns anos na The Rockwell Table and Stage. Atualmente reside em Los Angeles, na Califórnia.